# Akhethétep (fils de Ptahhotep)
Pour les articles homonymes, voir Akhethétep.
Akhethétep est un dignitaire de l'Ancien Empire, célèbre pour la tombe qu'il possède à Saqqarah dont la chapelle funéraire est exposée depuis le XXe siècle au Musée du Louvre.
Son nom, qui signifie « le Dieu de l'Horizon est parfait » ou « L'œil d'Horus est préservé », est courant : on lui connaît plusieurs homonymes à Saqqarah. Ses titres, peu significatifs, indiquent son rang et sa qualité de courtisan royal. Il exerçait quelques prêtrises liées au monde médical.

## Généalogie
En dépit des dix-sept titres qu'il s'octroie dans les inscriptions de sa chapelle funéraire, Akhethétep – notable de l'Égypte antique – conserve un certain mystère. On ne sait pas à quelle époque précise il vivait, probablement à la Ve dynastie, ni qui étaient son épouse mais nous savons que son père est Ptahhotep, le célèbre sage[réf. nécessaire]. Seuls trois de ses fils sont mentionnés dans sa tombe : Séânkhouptah, Râkhouef, médecin chef, et Akhethétep, inspecteur des médecins. Mais nous avons également qu'il avait un autre fils, Ptahhotep Tjefi (Ptahhotep II)[réf. nécessaire].

## Sépulture
Le mastaba d'Akhethétep se trouve le long de la chaussée d'Ounas et a été identifié et exploré au début de l'histoire du Service des antiquités égyptiennes. La chapelle de culte du dignitaire, de petite dimension, a été offerte à la France par l'Égypte et transportée au Musée du Louvre au début du XXe siècle. Puis la trace de la tombe a été perdue. À la fin du même siècle, le Louvre organisa alors une série de campagnes de fouilles, retrouva  l'emplacement du tombeau et  poursuivit son exploration.
Ces missions, qui se succédèrent sur une dizaine d'années, donnèrent une nouvelle moisson de découvertes concernant le dignitaire, dont une série de statues ayant échappé aux premières fouilles, ainsi que la découverte à proximité de l'emplacement de la tombe de toute une partie de la nécropole de Saqqarah encore inexplorée. Les fouilles de ce secteur se poursuivent encore de nos jours.